# Irish Open 2023
Die Irish Open 2023 im Badminton fanden vom 15. bis zum 18. November 2023 in Dublin statt.

## Sieger und Platzierte
| Veranstaltung | Gold                                | Silber                          | Bronze                                |
| ------------- | ----------------------------------- | ------------------------------- | ------------------------------------- |
| Herreneinzel  | Nhat Nguyen                         | Alex Lanier                     | Pablo Abián                           |
| Herreneinzel  | Nhat Nguyen                         | Alex Lanier                     | Mark Caljouw                          |
| Dameneinzel   | Yang Yu-chi                         | Haruna Konishi                  | Léonice Huet                          |
| Dameneinzel   | Yang Yu-chi                         | Haruna Konishi                  | Kaloyana Nalbantova                   |
| Herrendoppel  | Christopher Grimley Matthew Grimley | Andreas Søndergaard Jesper Toft | Chan Yueh-lin Chu Bo-rong             |
| Herrendoppel  | Christopher Grimley Matthew Grimley | Andreas Søndergaard Jesper Toft | Rory Easton Zach Russ                 |
| Damendoppel   | Maiken Fruergaard Sara Thygesen     | Gabriela Stoeva Stefani Stoeva  | Julie Finne-Ipsen Mai Surrow          |
| Damendoppel   | Maiken Fruergaard Sara Thygesen     | Gabriela Stoeva Stefani Stoeva  | Maiko Kawazoe Haruna Konishi          |
| Mixed         | Terry Hee Tan Wei Han               | Gregory Mairs Jenny Mairs       | Daniel Hess Julia Meyer               |
| Mixed         | Terry Hee Tan Wei Han               | Gregory Mairs Jenny Mairs       | Ties van der Lecq Alyssa Tirtosentono |